# Heloisa

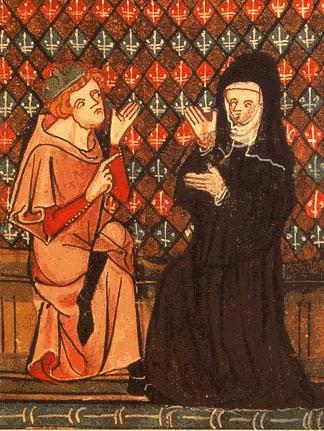
Abaelardus und Héloïse in einer Handschrift des Rosenromans (14. Jahrhundert)

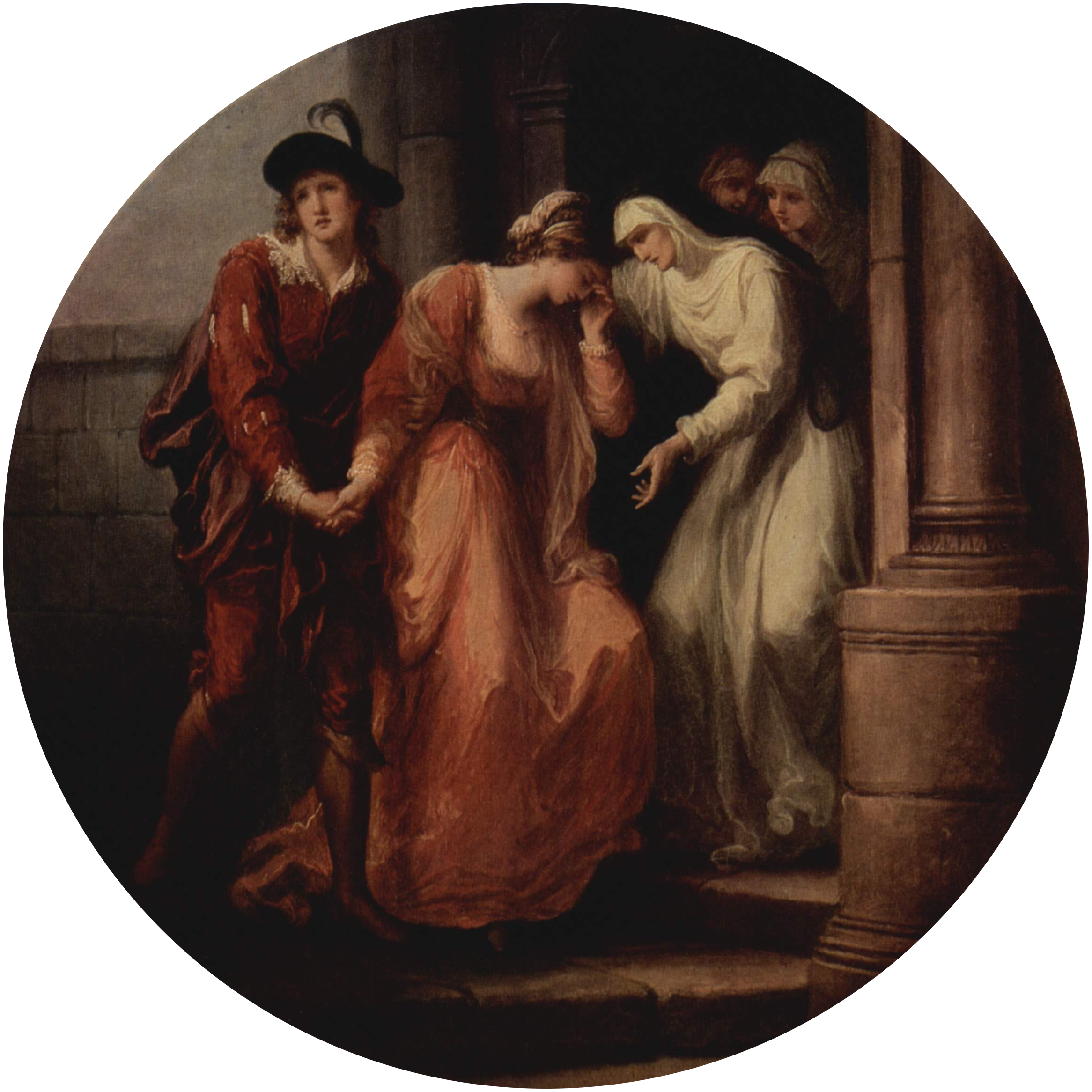
Angelika Kauffmann, Abschied Abélards von Héloise, 1780

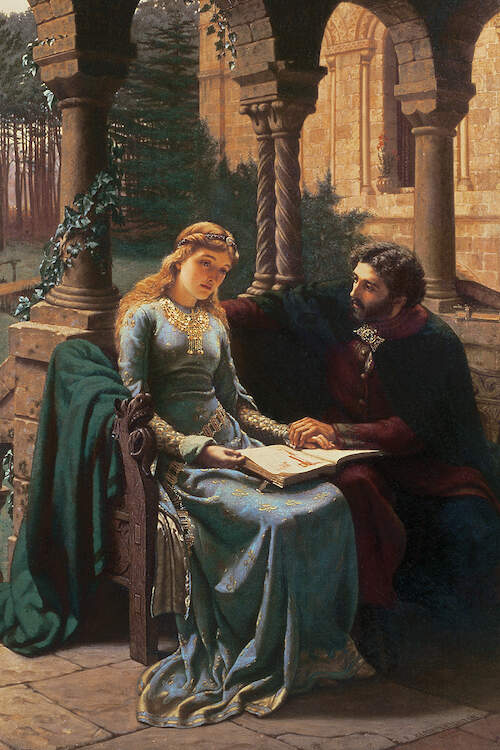
Edmund Blair Leighton, Abaelard und seine Schülerin Héloïse, 1882

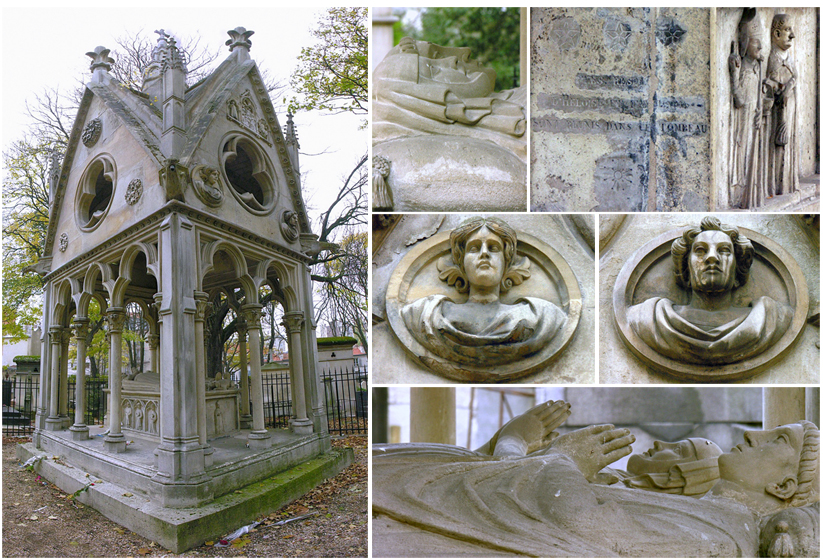
Grabmal auf dem Friedhof Père-Lachaise

Heloisa (* um 1095 in der Loire-Region; † ca. 1164 im Kloster Le Paraclet bei Nogent-sur-Seine), französisch Héloïse oder Héloise, deutsch auch Heloïse oder Heloise genannt, war Philosophin und Gelehrte, die Ehefrau des Philosophen und Theologen Peter Abaelard und Äbtissin des nach zisterziensischen und fontevraldensischen Vorbildern gegründeten und durch Abaelards Schriften exegetisch untermauerten Frauenkonvents Le Paraclet.

## Leben
Heloisa war vermutlich die Tochter der angevinischen Hochadeligen und späteren Priorin der Abtei Fontevrault, Hersendis von Champagne; der Name ihres Vaters ist unbekannt. Schon unmittelbar nach der Geburt kam Heloisa zur klösterlichen Früherziehung in den Nonnenkonvent Notre-Dame d’Argenteuil, wobei offensichtlich ihrem Onkel Fulbert, der inzwischen zum Subdiakon von Notre Dame in Paris aufgestiegen war, eine Art Aufsichtspflicht und Vormundrolle zukam.
Später – um 1116/1117 – lernte Heloisa Peter Abaelard kennen und lieben. Abaelard, Dozent am Dialektik-Lehrstuhl von Paris, verdingte sich zunächst als Hauslehrer Heloisas, und die beiden gingen eine leidenschaftliche, aber verheimlichte Liebesbeziehung ein. Nach einiger Zeit wurde die Affäre jedoch bekannt. Abaelard ließ seine Geliebte, die inzwischen von ihm schwanger geworden war, heimlich nach Le Pallet bringen, wo sie ihren Sohn Astralabius zur Welt brachte.
Danach kehrte Heloisa auf Wunsch Abaelards, der sich inzwischen mit ihrem Onkel Fulbert arrangiert hatte, nach Paris zurück und wurde gegen ihren Willen, aber entsprechend den Forderungen des kanonischen Rechts, mit ihrem Geliebten vermählt, womit man die vorangegangene Niederkunft nachträglich legitimierte und einen öffentlichen Skandal zunächst vermied. Doch noch im selben Jahr veranlasste der auf Rache sinnende Onkel Fulbert die Kastration Abaelards. Dieser überlebte die Verstümmelung und zog sich als Mönch in das Kloster Saint-Denis zurück. Heloisa wies er an, sich in das Nonnenkonvent in Argenteuil zurückzuziehen, womit er ihre Wiederverheiratung im Fall einer nachträglichen Scheidung unmöglich machen wollte.
Im Jahr 1118 trat Heloisa in das Benediktinerinnenkloster von Argenteuil, in dem sie bereits ihre Kindheit verbracht hatte, ein und legte die ewigen Gelübde ab. Dort war sie möglicherweise ab 1123 Priorin, bis Abt Suger von Saint-Denis den Konvent 1129 auflöste und die Nonnen aus dem Kloster vertrieb.
Erst in dieser Zeit – nach mehr als zehn Jahren – belebte sich der Kontakt zwischen Heloisa und Abaelard wieder. Die 32-jährige Ordensfrau fand schließlich mit einer Gruppe Nonnen in Abaelards verlassener Einsiedelei Paraklet in der Nähe von Nogent-sur-Seine eine neue Bleibe. Heloisa baute dort als Priorin, später als Äbtissin, einen neuen Frauenkonvent auf, der nach einer erleichterten Benediktinerregel, z. T. nach den Vorschlägen Abaelards, lebte. Der Konvent wuchs unter der klugen Leitung Heloisas schnell und bestand zum Zeitpunkt ihres Todes aus fünf Prioraten und einem Filialkloster. Abaelard blieb Heloisa und dem Kloster bis zu seinem Tod brieflich als Ratgeber verbunden.
Heloisa hat Abelards Ethik, Theologie und Philosophie der Liebe stark beeinflusst.
Im Jahr 1131 stellte Papst Innozenz II. das Parakletkloster Heloisas unter direkte päpstliche Leitung, was ihn allerdings nicht daran hinderte, Abaelard zehn Jahre später auf dem Konzil von Sens als Ketzer zu verurteilen. Im Frühjahr 1142 starb Peter Abaelard. Petrus Venerabilis, der Großabt des Klosters Cluny, brachte wenig später Abaelards Gebeine persönlich zur Bestattung in das Parakletkloster. Erst 22 Jahre später, im Jahr 1164, starb Heloisa dort nach einer langen Zeit als anerkannte Ordensleiterin. Sie wurde neben ihrem geliebten Abaelard in der Kapelle Petit Moustier begraben.

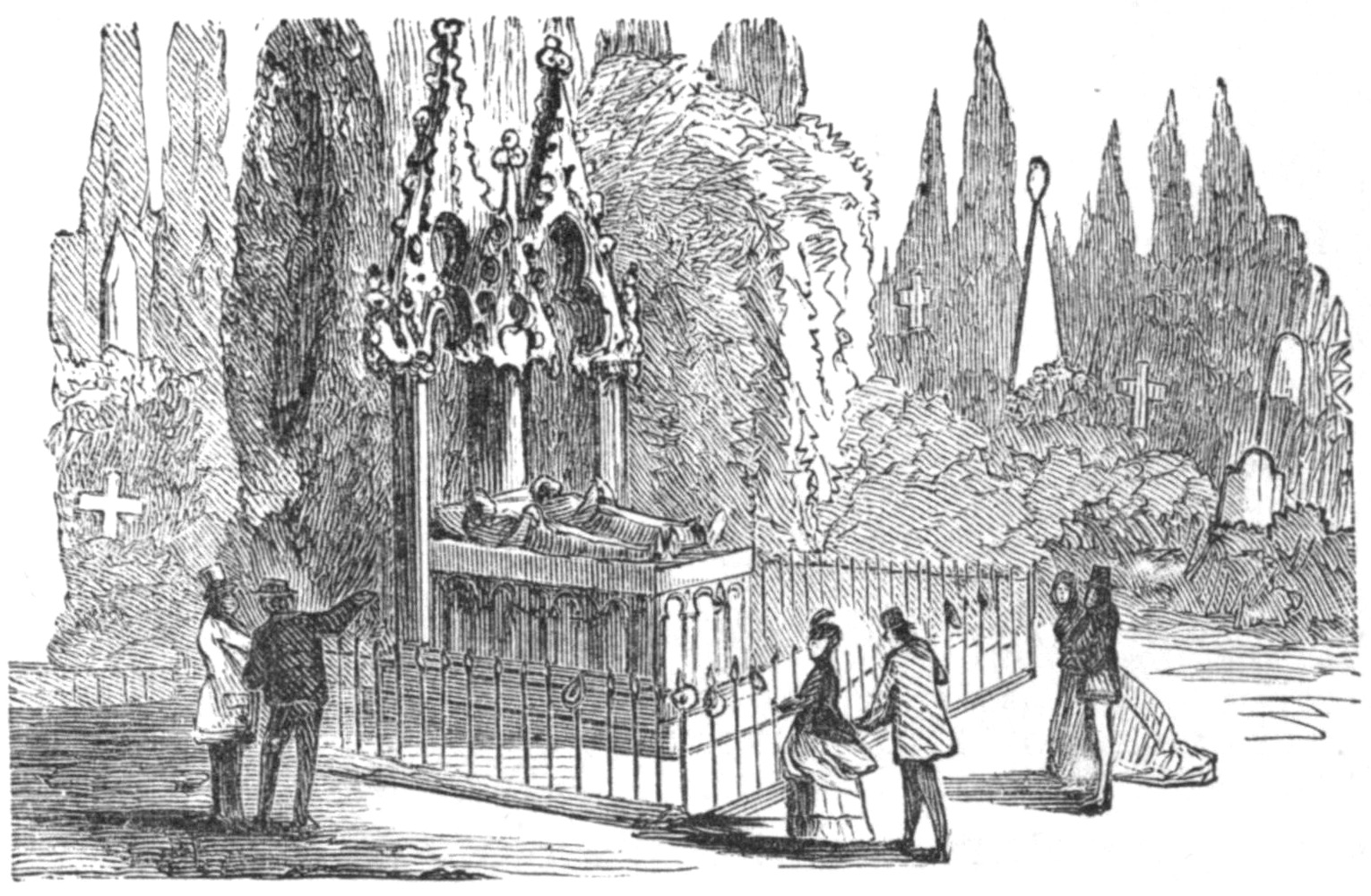
Illustration aus Mark Twain The Innocents Abroad von 1869

Nachdem das Kloster 1792 in der Zeit der Französischen Revolution geschlossen und fast restlos zerstört worden war, wurde 1817 zu Ehren Heloisas und Abaelards auf dem Pariser Friedhof Père-Lachaise ein neugotisches Grabmal errichtet, in das die spärlichen Überreste ihrer Leichname verbracht worden sind.

## Briefwechsel mit Abaelard
Der Briefwechsel, der aus acht Briefen des Paares in lateinischer Sprache besteht, machte Abaelard und Heloisa berühmt. Die Echtheit dieser Briefe wurde in der Forschung lange Zeit bestritten. So sind zeitgenössische Handschriften nicht überliefert. Darüber hinaus seien die Hin- und die Antwortschreiben stilistisch, in Wortwahl und auch in den benutzten Zitaten stark übereinstimmend. Zudem wird der literarische, artifizielle Charakter der Briefe als Argument gegen ihre Echtheit angeführt. Dabei herrschte kein Konsens bezüglich der Frage, wer als eigentlicher Verfasser anzunehmen sei. So wurde vermutet, dass alle Briefe von Abaelard stammen, wohingegen andere Forscher annehmen, dass sie zu einem späteren Zeitpunkt, eventuell unter Rückgriff auf authentische Texte der beiden gefälscht wurden. Als terminus ante quem gilt das Erscheinen des Rosenromans, in dem Jean de Meung Ende des 13. Jh.s von den beiden Liebenden erzählt und eine Übersetzung ihrer Briefe ins Französische vornahm.
Mittlerweile hat sich in der Forschung jedoch der Konsens gefunden, dass der Briefwechsel tatsächlich authentisch ist. Vor allem wird dafür ins Feld geführt, dass die Argumente für eine Fälschung nicht stichhaltig genug seien.

## Verwendung des Motivs
- Jean-Jacques Rousseau: Julie ou la Nouvelle Héloïse. Roman. 1761
- Jakob Michael Reinhold Lenz: Der Hofmeister oder Vorteile der Privaterziehung. Komödie, 1774
- Hannes Anderer: Begegnung mit Melusine. Buch 2. Sonnenberg, Annweiler 2007 (die Protagonisten nennen sich Heloise und Abelard)
- Maren Bohm: Heloisa oder Die Vertreibung aus dem Paradies. Karl Alber Verlag, Freiburg / München 2018 (philosophischer Roman)